# 阿尔弗雷德·希尔
阿尔弗雷德·弗朗西斯·希尔，CMG，OBE（英語：Alfred Francis Hill，1869年12月16日—1960年10月30日），澳大利亚作曲家、指挥家，生于墨尔本，早年在新西兰生活。曾在莱比锡学习音乐，并在莱比锡布商大厦管弦乐团演奏小提琴。返回大洋洲后在新西兰待了一段时间，最后在悉尼定居，并致力于澳大利亚的古典音乐基础建设、音乐教育以及作曲。他的作品数量很大，包括多部歌剧、交响曲以及弦乐四重奏等，有对大洋洲原住民如毛利人元素的运用。1960年希尔逝世于悉尼。他被认为是大洋洲古典音乐的重要先驱者之一。